# Cosmetus columnaris
Cosmetus columnaris is een hooiwagen uit de familie Cosmetidae.